# Niewidzialni (album DNA i Gala)
Niewidzialni - album studyjny polskiego duetu hip-hopowego DNA i Gal. Wydawnictwo ukazało się 7 sierpnia 2006 roku nakładem wytwórni muzycznej My Music w dystrybucji Universal Music Polska.
Album dotarł do 37. miejsca zestawienia ZPAV Top 100.

## Lista utworów
Opracowano na podstawie materiału źródłowego.
1. "Perła"
2. "Niewidzialni"
3. "CV"
4. "Baner" (gościnnie: Kasia Wilk)
5. "Budzić świat"
6. "Finał"
7. "Być spoko"
8. "Pamiętaj"
9. "Przepraszam" (gościnnie: Kasia Wilk)
10. "Pewność"
11. "Kac sumienia"
12. "Kolor szary"
13. "Zmysły płoną" (gościnnie: Owal/Emcedwa)
14. "Nie wnikaj"
15. "Tak czy inaczej"
16. "Szukaj" (gościnnie: MPS)
17. "Zmiany" (gościnnie: Pih)